# Куп европских шампиона 1962/63.
Куп европских шампиона 1962/63. је било 8. издање Купа шампиона, најјачег европског клупског фудбалског такмичења. Финале је одиграно 22. маја 1963. на Вембли стадиону у Лондону, где је Милан са 2:1 победио Бенфику, која је бранила трофеј из претходне сезоне и играла треће узастопно финале, чиме је Милан освојио своју прву титулу.
Први пут је трофеј није завршио на Пиринејском полуострву, што је био и први тријумф за један клуб са Апенинског полуострва.
Португал је једини имао два представника, поред Бенфике, освајача Купа шампиона из претходне сезоне, још је играо и Спортинг Лисабон.

## Квалификације
| Екипа 1             | Рез. | Екипа 2          | 1 утакмица | 2 утакмица |
| ------------------- | ---- | ---------------- | ---------- | ---------- |
| Милан               | 14:0 | Луксембург       | 8:0        | 6:0        |
| Флоријана           | 1:14 | Ипсвич таун      | 1:4        | 0:10       |
| Динамо Букурешт     | 1:4  | Галатасарај      | 1:1        | 0:3        |
| Полонија Битом      | 6:2  | Панатинаикос     | 2:1        | 4:1        |
| ЦСКА Црвена застава | 6:2  | Партизан         | 2:1        | 4:1        |
| Реал Мадрид         | 3:4  | Андерлехт        | 3:3        | 0:1        |
| Шелбурн             | 1:7  | Спортинг Лисабон | 0:2        | 1:5        |
| Данди               | 8:5  | Келн             | 8:1        | 0:4        |
| Сервет              | 4:41 | Фајенорд         | 1:3        | 3:1        |
| Фредрикстад         | 1:11 | Вашаш            | 1:4        | 0:7        |
| Аустрија Беч        | 7:3  | ХИФК             | 5:3        | 2:0        |
| Форвертс Берлин     | 0:4  | Дукла Праг       | 0:3        | 0:1        |
| Линфилд             | 1:2  | Есбјерг          | 1:2        | 0:0        |
| Норћепинг           | 3:1  | Партизани Тирана | 2:0        | 1:1        |

Напомена: Ремс (жребом) и Бенфика (као бранилац трофеја) су се директно пласирали у прво коло.
1 Фајенорд победио Сервет 3 : 1 у утакмици разигравања и прошао у прво коло.

## Прво коло
| Екипа 1             | Рез. | Екипа 2        | 1 утакмица | 2 утакмица |
| ------------------- | ---- | -------------- | ---------- | ---------- |
| Милан               | 4:2  | Ипсвич таун    | 3:0        | 1:2        |
| Галатасарај         | 4:2  | Полонија Битом | 4:1        | 0:1        |
| ЦСКА Црвена застава | 4:5  | Андерлехт      | 2:2        | 0:2        |
| Спортинг Лисабон    | 2:4  | Данди          | 1:0        | 1:4        |
| Фајенорд            | 3:31 | Вашаш          | 1:1        | 2:2        |
| Аустрија Беч        | 3:7  | Ремс           | 3:2        | 0:5        |
| Есбјерг             | 0:5  | Дукла Праг     | 0:0        | 0:5        |
| Норћепинг           | 2:6  | Бенфика        | 1:1        | 1:5        |

1 Фајенорд победио Вашаш са 1:0 у утакмици разигравања и прошао у четвртфинале.

## Четвртфинале
| Екипа 1     | Рез. | Екипа 2    | 1 утакмица | 2 утакмица |
| ----------- | ---- | ---------- | ---------- | ---------- |
| Галатасарај | 1:8  | Милан      | 1:3        | 0:5        |
| Андерлехт   | 2:6  | Данди      | 1:4        | 1:2        |
| Ремс        | 1:2  | Фајенорд   | 0:1        | 1:1        |
| Бенфика     | 2:1  | Дукла Праг | 2:1        | 0:0        |

## Полуфинале
| Екипа 1  | Рез. | Екипа 2 | 1 утакмица | 2 утакмица |
| -------- | ---- | ------- | ---------- | ---------- |
| Милан    | 5:2  | Данди   | 5:1        | 0:1        |
| Фајенорд | 1:3  | Бенфика | 0:0        | 1:3        |

## Финале
| Милан             | 2 – 1 | Бенфика     |
| ----------------- | ----- | ----------- |
| Алтафини 58’, 66' |       | Еузебио 18’ |

| Победник Лиге шампиона 1962/63. |
| ------------------------------- |
| ФК Милан 1. титула              |

## Најбољи стрелац
14 голова
- Жозе Алтафини ( Милан)